# 工藤俊幸
工藤 俊幸（くどう としゆき　1966年 - ）は、山形県出身の指揮者である。国立音楽大学客員教授。

## 来歴
1966年山形県酒田市に生まれる。山形県立酒田東高等学校、国立音楽大学音楽学部作曲学科卒業。桐朋学園大学音楽学部オーケストラ研究科指揮専攻修了。指揮を崎田俊治、黒岩英臣、飯守泰次郎に、作曲を増田宏三、島岡譲に師事。
1992年オーディションで選ばれ仙台フィル副指揮者に就任。外山雄三音楽監督のもと、1996年までその任を務める。その後1年間ベルリン・ドイツ・オペラで研修。帰国後は、全国各地のプロオ−ケストラを指揮する傍ら、合唱指揮者としてもNHK交響楽団定期演奏会（H．シュタイン指揮）や読売日本交響楽団定期演奏会（ゲルト・アルブレヒト指揮）で二期会合唱団の合唱指揮を務め、高い評価を得た。2016年2017年には神戸市混声合唱団を指揮する。
オーケストラ指揮者としてはこれまでに山形交響楽団指揮者、群馬交響楽団指揮者を歴任している。
現代音楽の分野では「ミュージック・トゥディ」や北九州市立響ホール「饗宴」、草津夏期国際音楽祭、武満徹作曲賞本選などに出演。また、池辺晋一郎作曲のオペラ「小鶴」を初演し、絶賛を博した。佐藤聰明作品を指揮したCD「仄かなる闇」がCamerataより発売されている。
また、近年は母校である山形県立酒田東高等学校吹奏楽部の指導や飽海地区中学校吹奏楽部の合同演奏会で客演指揮を務めるなど地元での活動も行っている。
2020年にはNHK連続テレビ小説｢エール｣に出演した。